# Suiseki

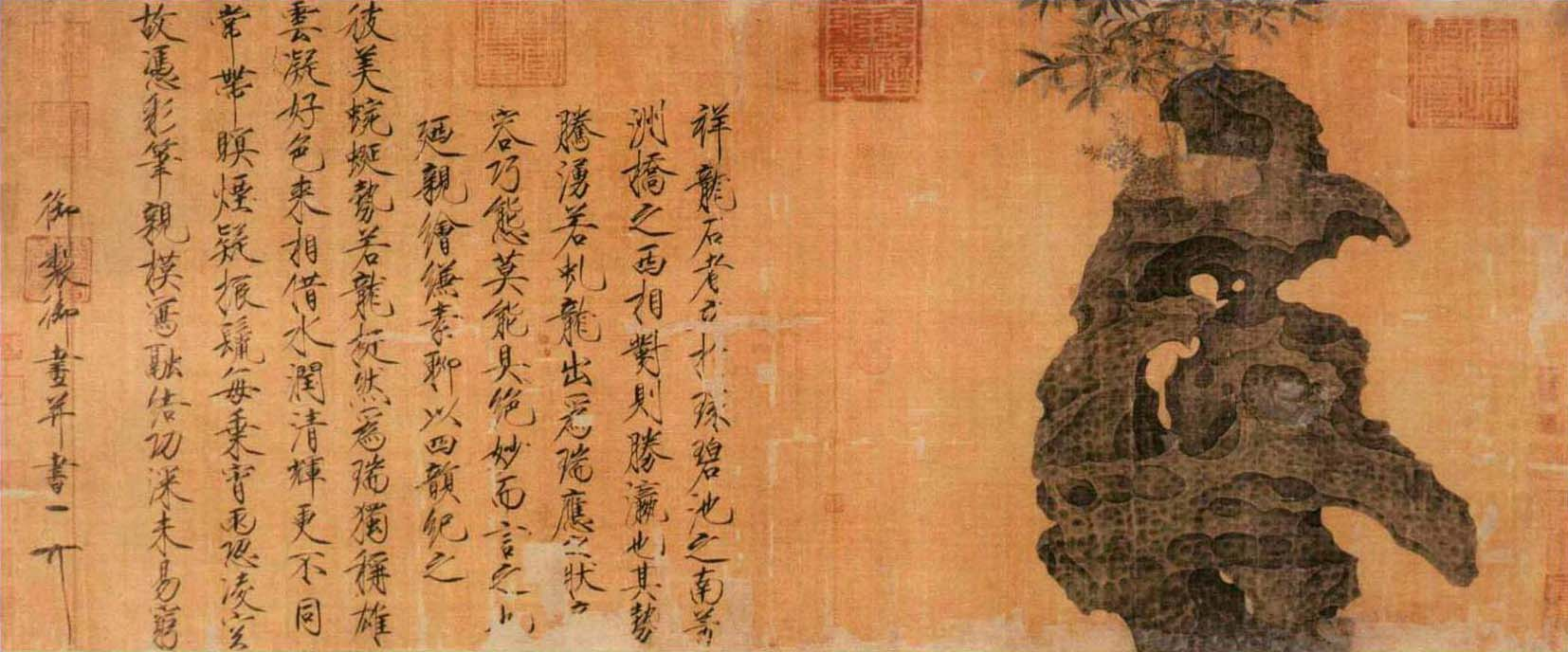
Imperatore Hui Zong: Ode a una pietra dello studioso

Suiseki (in giapponese すいせき o 水石, letteralmente: "pietra lavorata dall'acqua") è l'arte giapponese di disporre pietre trovate in natura ed aventi un aspetto particolare in una maniera che sia gradevole e in grado di favorire la meditazione. Suiseki si compone delle parole sui ("acqua") e seki ("pietra"). Con lo stesso termine vengono indicate anche le singole pietre raccolte. Comune è inoltre la denominazione cinese pietra dello studioso (inglese scholar's rock, cinese gōngshí, 供石). In Corea sono note come suseok (수석 )
I suiseki sono di regola presentati in due modi diversi:
1. la pietra è munita di un basamento di legno (daiza);
2. la pietra è posta in una tavoletta o in una ciotola a tenuta stagna di ceramica (suiban) o di bronzo (doban).

Non si tratta di pietre qualsiasi, ma di pietre dotate di notevole forza espressiva, con una particolare forma, colore e struttura. Si distingue tra "pietre paesaggio" (sansui-kei-seki) e "pietre oggetto" (keisho-seki). Le prime riflettono paesaggi come montagne, laghi o fiumi, mentre le pietre oggetto possiedono forme che ricordano animali o sculture.
Le pietre hanno origini naturali e si trovano nei fiumi, nei mari e nelle fosse carsiche. Non devono essere lavorate dall'uomo per assumere una determinata forma. Fa eccezione in questo caso il taglio di pietre per separare dal resto la parte che si deve rappresentare o per creare una base per una presentazione gradevole.

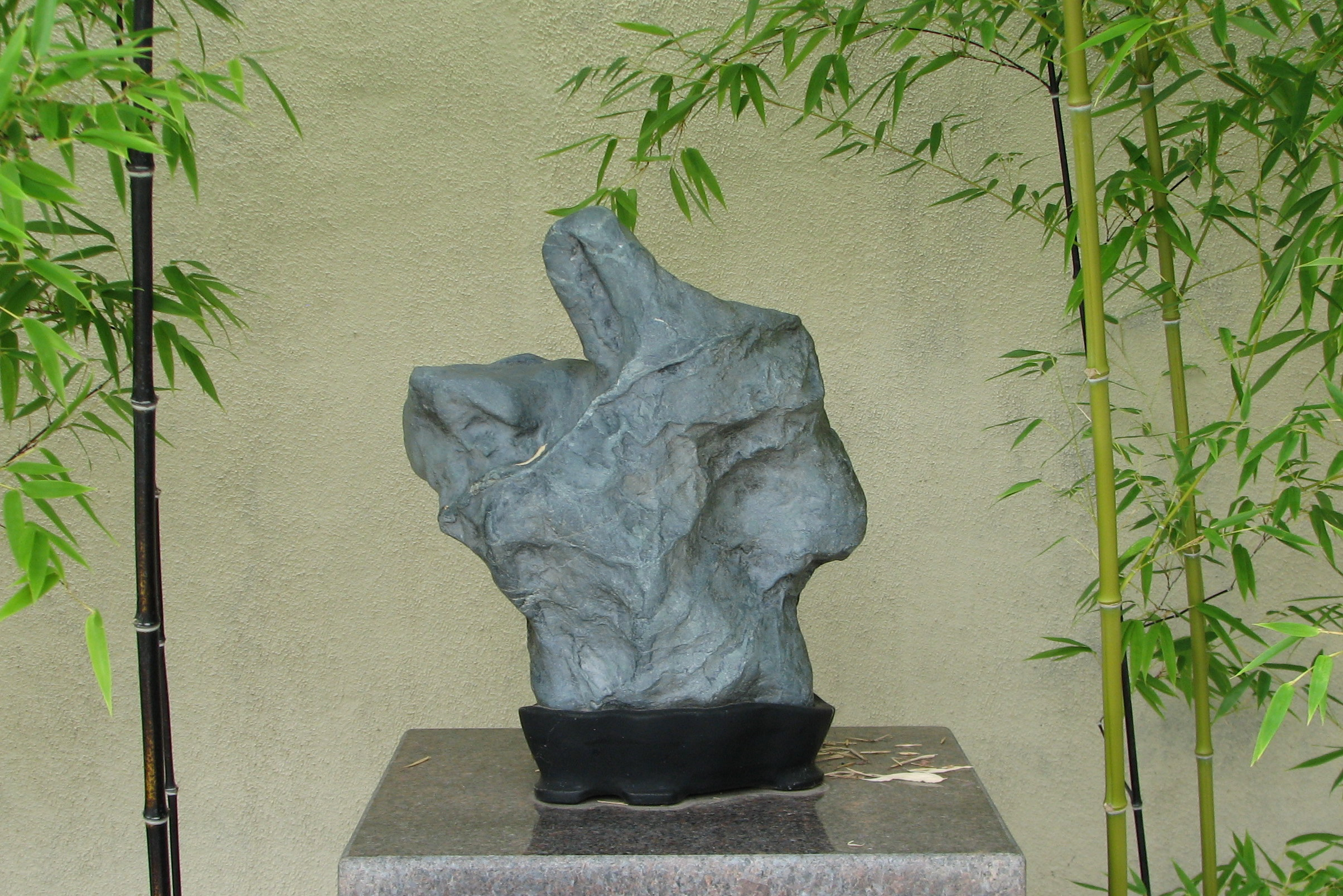
Un suiseki

I collezionisti di suiseki ricercano le pietre la cui forma o grafismo evoca un animale, una figura umana, un paesaggio o semplicemente una bella forma astratta.
Essi apprezzano particolarmente le pietre nere, dure e lisce, sebbene in California, dove l'arte del suiseki ha conosciuto un notevole sviluppo, siano molto apprezzate anche le pietre chiare del deserto.
I suiseki sono generalmente presentati in esposizione associati ai bonsai.
I Cinesi tengono le pietre dello studioso di piccole dimensioni perlopiù in spazi interni, mentre quelle più grandi assumono un ruolo centrale nell'arte dei giardini cinesi.
Le più importanti collezioni di suiseki del mondo sono state raccolte in Giappone, Cina, Corea, Italia, Germania, Repubblica Ceca, Inghilterra e Stati Uniti. In altri paesi è un'arte emergente che cresce con molta rapidità e con grande interesse, specialmente tra gli appassionati del bonsai.

## Storia
Nella tradizione scintoista, i kami possono risiedere in ogni elemento della natura: un torrente, un bell'albero (bonsai) o una pietra strana.
Circa 2000 anni fa i Cinesi cominciarono ad esporre collezioni di pietre, insieme a calligrafie e dipinti. Quest'arte è chiamata bonseki (pietra in vaso): le pietre erano collezionate solo dalle élite degli alti burocrati, artisti ed intellettuali, che ne facevano oggetti di meditazione, da cui l'origine del nome di "pietre dello studioso". Il suiseki, quindi, è originariamente un aspetto dell'arte cinese. A partire dal VI secolo, con lo sviluppo degli scambi commerciali con la Cina, l'arte del suiseki si diffuse anche tra i Coreani e i Giapponesi. Nel XIV secolo, l'imperatore Go-Daigo possedeva ad esempio una notevole pietra, attualmente esposta nel Museo Tokugawa di Nagoya.